# (486) Cremona
(486) Cremona es un asteroide perteneciente al cinturón de asteroides descubierto el 11 de mayo de 1902 por Luigi Carnera desde el observatorio de Heidelberg-Königstuhl, Alemania.
Está nombrado por Cremona, una ciudad del norte de Italia.